# Казарма 192 км
Казарма 192 км — населённый пункт в Пермском крае России. Входит в Березниковский городской округ в рамках организации местного самоуправления и в Усольский район в рамках административно-территориального устройства края.

## Географическое положение
Населённый пункт отстоит от Березников примерно на 6 километров на юго-восток, примыкая с севера к железнодорожной станции Калийная на линии Чусовская — Соликамск Свердловской железной дороги.
Климат
Климат умеренно-континентальный с суровой продолжительной зимой и тёплым коротким летом. Самый холодный месяц — январь со среднемесячной температурой (−15,7 °C), самый тёплый — июль со среднемесячной температурой (+17,4 °C). Продолжительность безморозного периода в среднем составляет 114 дней. Общее число дней с положительной температурой 190. Последний весенний заморозок в среднем наблюдается в конце мая, а первый осенний — в конце второй декады сентября. Среднегодовая температура воздуха по данным города Березники 0,9 °C.

## История
С 2004 до 2018 года населённый пункт входил в Троицкое сельское поселение Усольского муниципального района, с 2018 года включён в Троицкий территориальный отдел Березниковского городского округа.

## Население
| 2010 |
| ---- |
| 0    |

Постоянное население населённого пункта не учтено как в 2002 году, так и в 2010.

## Инфраструктура
Путевое хозяйство Пермского региона обслуживания Свердловской железной дороги.

## Транспорт
Автомобильный и железнодорожный транспорт.